# ФП-1 не отвечает
«ФП-1 не отвечает» (нем. F.P.1 antwortet nicht) — немецкий фильм 1932 года по одноимённому научно-фантастическому роману Курта Сиодмака. В основе сюжета лежит популярная в то время тема трансатлантических перелётов.
Фильм снимался с 15 августа по 15 декабря 1932 года в Берлине и на морской платформе вблизи острова Грайфсвальдер-Ойе в Поморской бухте Балтийского моря. Как и многие другие ранние звуковые фильмы, «ФП-1 не отвечает» был снят в трёх языковых версиях с участием разных актёров: немецкой, английской («F.P.1») и французской («Î.F.1 ne répond plus»). Издание Variety оценило фильм как лучший из выпущенных студией UFA в 1932 году.
Главная музыкальная тема фильма — «Flieger, grüß mir die Sonne (Fliegerlied)».

## Сюжет
Знаменитый авиатор Эллисен (Ханс Альберс) привлекает внимание общественности к проекту своего старого друга Дросте (Пауля Хартмана) по созданию плавучей морской платформы ФП-1 (Flugplattform 1) в Атлантическом океане, которая стала бы промежуточной базой для трансатлантических перелётов. Проект осуществляет компания Lennartz-Werke. Эллисен проявляет романтический интерес к Клэр (Сибилле Шмиц), сестре владельца компании, но не хочет ради создания семьи отказываться от жизни, полной приключений.
Спустя два года платформа, капитаном которой становится Дросте, построена и готова принять первые самолёты, но на ней начинают происходить загадочные события, заставляющие подозревать попытки саботажа со стороны конкурентов Lennartz-Werke. Во время шторма с борта ФП-1 поступает радиовызов, в котором слышны выстрелы и крики, после чего связь обрывается, и попытки повторно установить её не приводят ни к чему. В этот момент произносится заглавная фраза фильма, подразумевающая, что на борту платформы случилось что-то фатальное. Клэр, все это время влюблённая в Дросте, предлагает Эллисену, только что вернувшемуся из неудавшегося кругосветного полета, лететь на платформу и выяснить, что там произошло.
Самолет Эллисена совершает грубую посадку на платформу, после чего выясняется, что подкупленный конкурентами главный инженер Дамски ранил Дросте, отравил остальную команду газом, вывел из строя радиостанцию, все находящиеся на платформе самолёты и баки с топливом, открыл кингстоны платформы и сбежал с неё в шлюпке в надежде, что его подберёт корабль, указанный заказчиками саботажа (реально же никакого корабля в том районе не было). Когда команда пришла в себя после отравления, выяснилось, что предотвратить затопление платформы невозможно, так как её системы не работают без топлива, и возможности связаться с материком тоже нет. Большая часть команды спасается с платформы на шлюпках, силами оставшихся удаётся привести один из самолётов в состояние, в котором он может подняться в воздух. Эллисен, потрясённый тем, что Клэр оказалась влюблена в Дросте, далеко не сразу решается на это рискованное предприятие, но в итоге все же поднимается в воздух и парашютируется на палубу первого попавшегося корабля. С его борта он связывается с Lennartz-Werke, после чего на помощь ФП-1 отправляются транспортные самолёты, и затопление платформы успевают предотвратить.